# Rehhof (Nürnberg)
Rehhof ist ein Stadtteil der kreisfreien Stadt Nürnberg, im Westen Teil des statistischen Bezirks 92 (Schmausenbuckstraße), im Osten des statistischen Bezirks 94 (Laufamholz) und hatte am 31. Dezember 1997 insgesamt 838 Einwohner.

## Lage
Rehhof liegt im Osten Nürnbergs an der S-Bahnlinie S1 Bamberg-Hartmannshof. Im Westen von Laufamholz wurde 1987 der Bahnhof Nürnberg-Rehhof eröffnet. Im Süden grenzt der Zerzabelshofer Forst an.

## Geschichte
Rehhof wurde auf dem Gemeindegebiet von Mögeldorf gegründet. Am 1. Januar 1899 wurde diese nach Nürnberg eingemeindet. 1902 genehmigte man, dass die Bezeichnung Rehhof weiter geführt werden darf.

## Einwohnerentwicklung
| Jahr      | 001861 | 001871 | 001885 |
| Einwohner | 7      | 5      | 5      |
| Häuser    |        |        | 2      |
| Quelle    | [ 4 ]  | [ 5 ]  | [ 6 ]  |

## Religion
Die Einwohner evangelisch-lutherischer Konfession sind nach St. Nikolaus und Ulrich gepfarrt, die Einwohner römisch-katholischer Konfession sind nach St. Karl Borromäus gepfarrt.